# Capella de la Aurora (L'Énova)
La Capella de l'Aurora de l'Énova, a la Ribera Alta, és un temple catòlic datat del segle xviii, ubicat en un edifici de 1770 aproximadament, possiblement una casa particular que acabà donant-se a l'Església per convertir-se en lloc sagrat. S'alça entre altres dos vivendes particulars, en el número 26 del Carrer Major de l'Énova. La capella està reculada presentant a la part davantera una mena de pati quadrat tancat per unes reixes d'obra i forja a nivell de les altres cases del carrer.

## Història i descripció
Segons els autors, durant el temps la revolució liberal (dècades del 1800-1830), el clergat rural animà el culte a l’Aurora Divina per evitar el laïcisme mitjançant l’arrelada devoció popular als resos de carrer: els rosaris de l’Aurora, que eren combatuts pels republicans anticlericals a base de bastonades. Les festes de l'Aurora estaven en mans dels jovens que havien de començar eixe any el servei militar, les quintes del poble.
Es tracta d'un edifici molt xicotet, amb unes dimensions més d'habitació que de capella. La façana és molt senzilla, presenta una moderna porta rectangular de ferro i vidre, i en ella cal destacar l'espadanya que remata el frontó, que prtesenta en compte de campana un retaulet de taulellets ceràmics amb imatge de la titular i la data de 1963.
En l'interior de la capella és una nau única coberta per volta de canó amb arcs torals, i en ell es trobava una imatge d'Ignasi Vergara Gimeno, que fou destruïda durant la guerra de 1936. L’any 1943 fou reemplaçada per una imatge nova, obra d'Enric Galarza Moreno.
El sostre de l’ermita presenta pintures d'estil pompeià, datades del segle xviii, d'autor desconegut i poca importància artística.

L'edifici i el seu interior estan en perfecte estat de conservació, per l'ús de la capella per a serveis litúrgics.

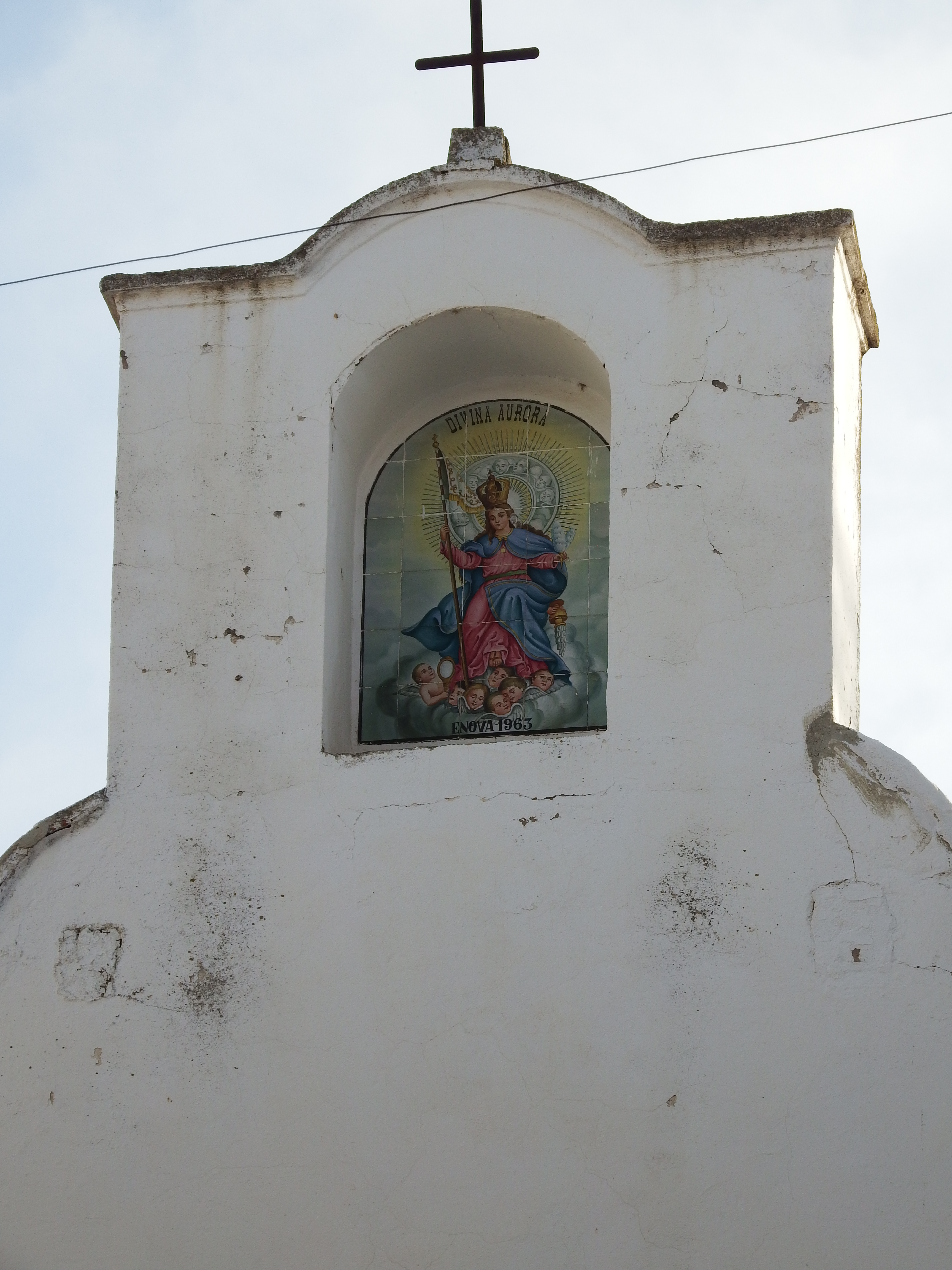
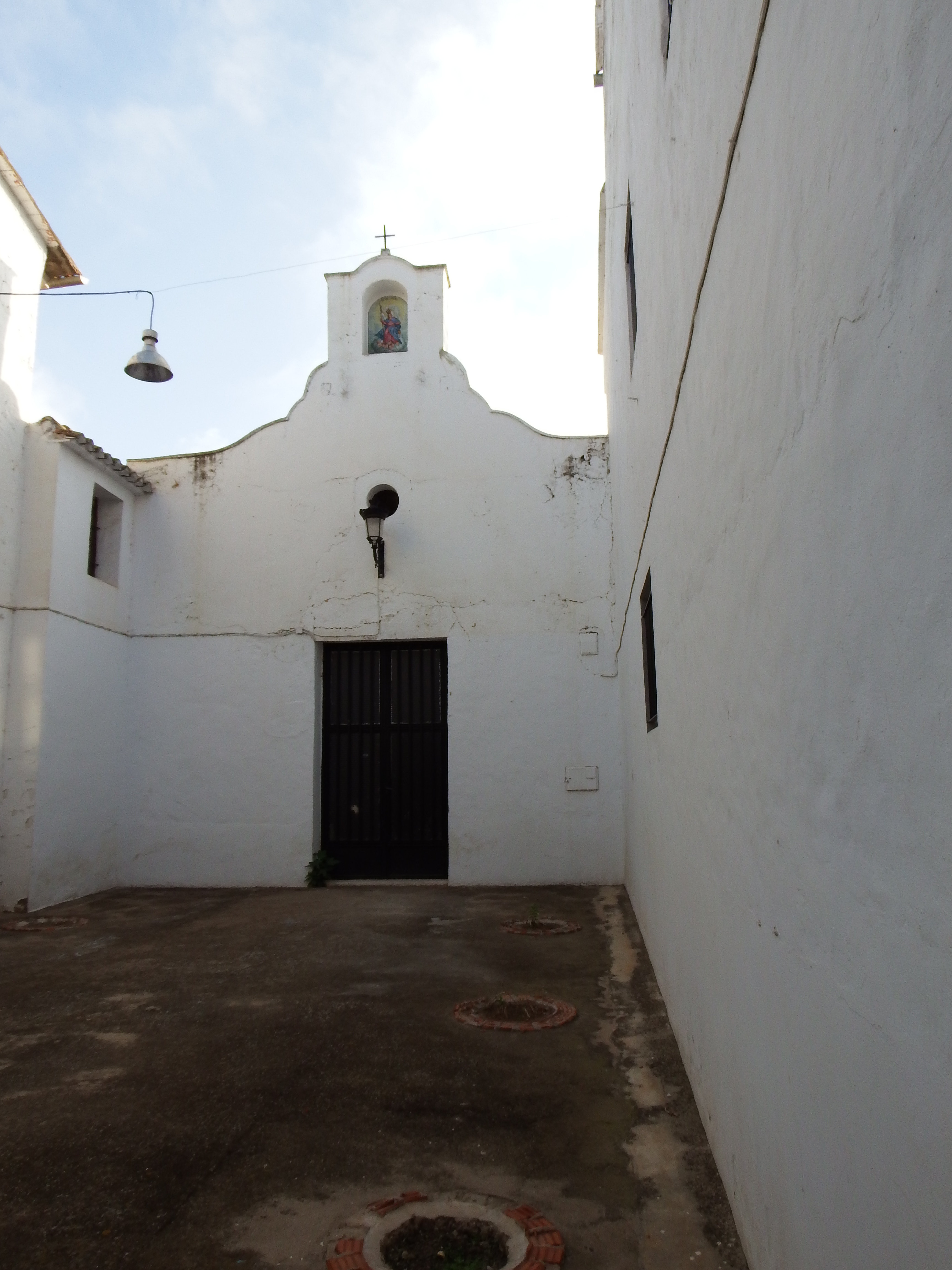
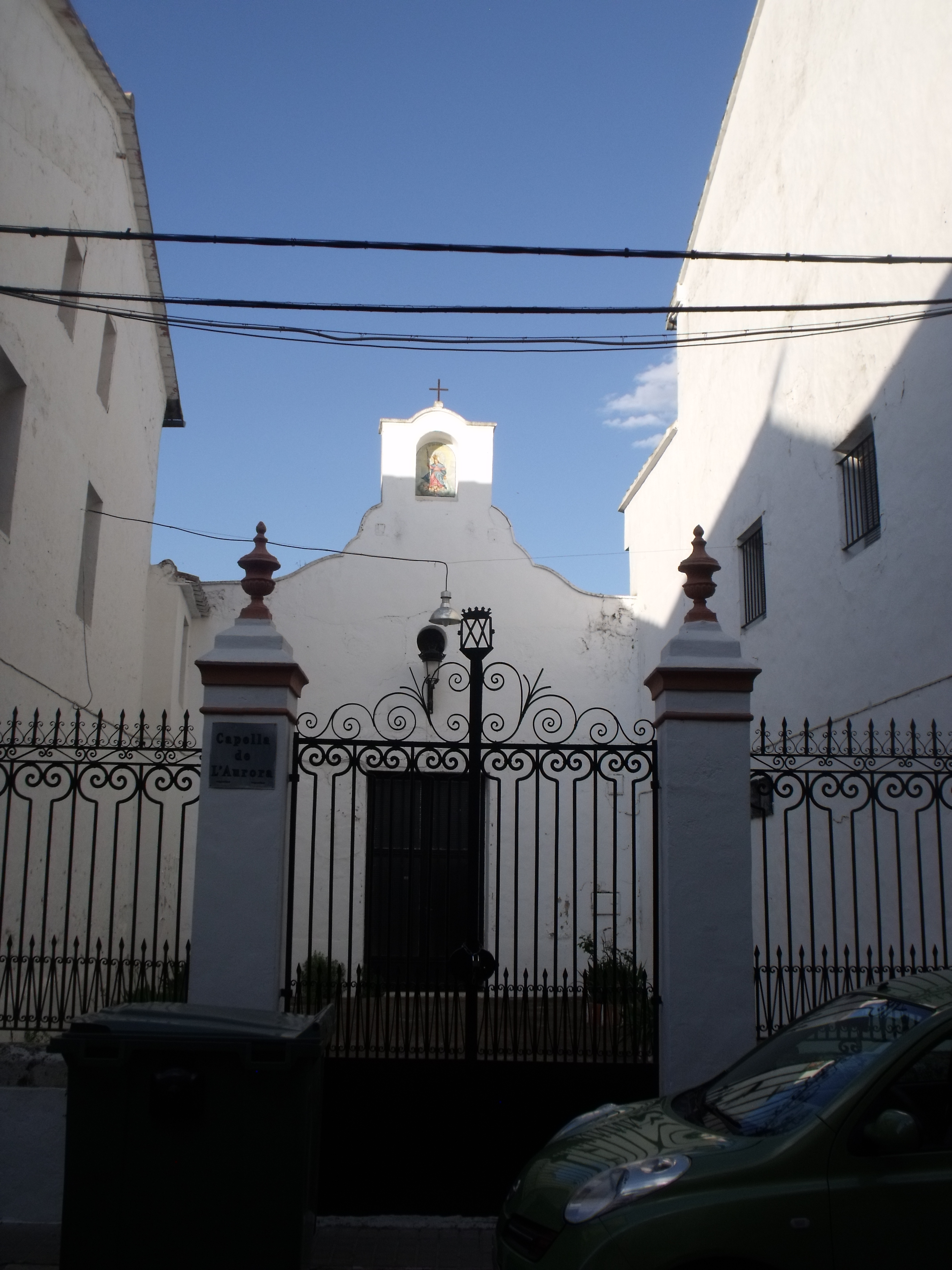
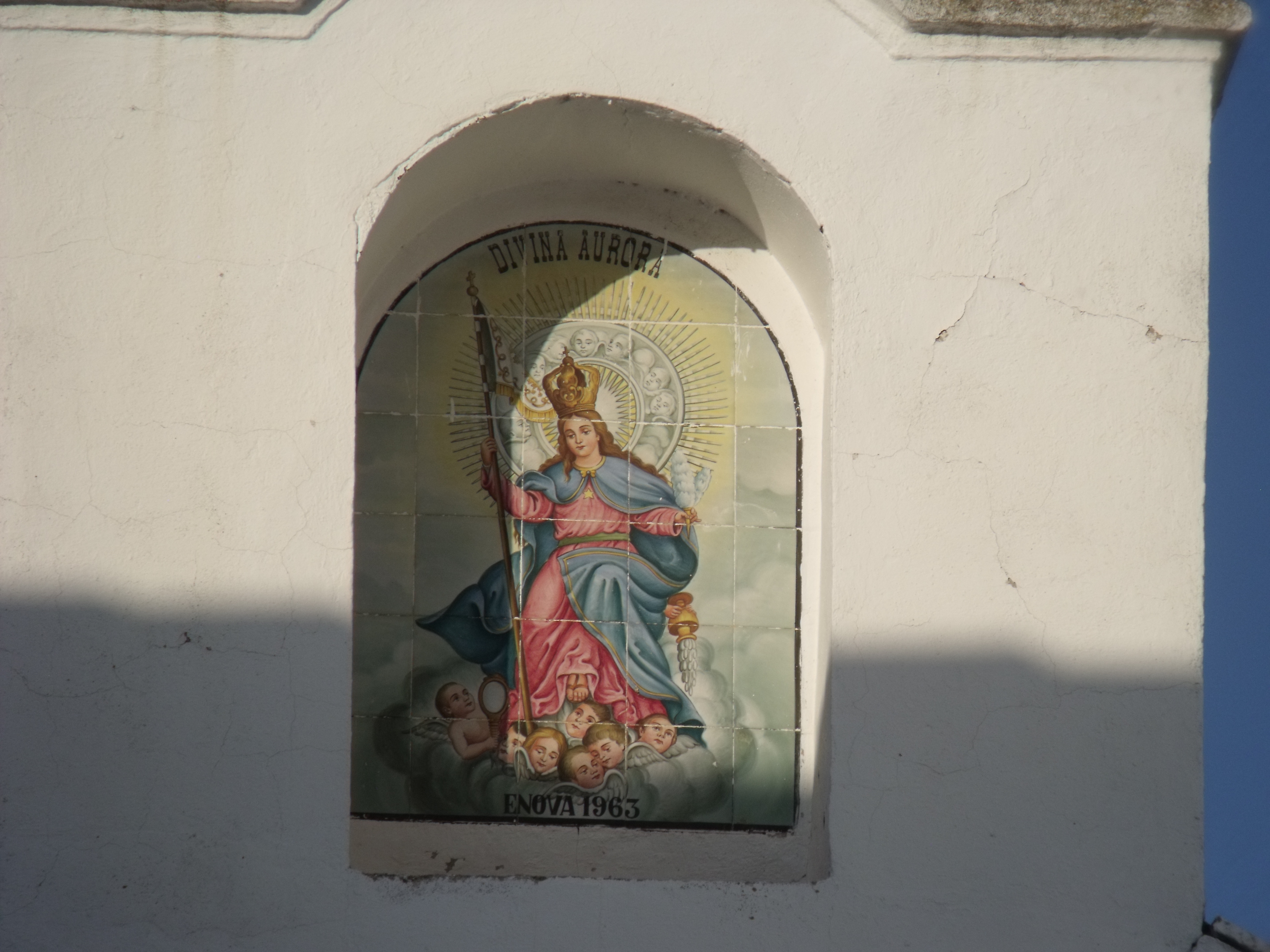

## Festa de la Divina Aurora
La població celebra festes a la Divina Aurora durant l'última setmana del mes de juliol, amb nombrosos actes religiosos i populars.